# Размыслов, Виталий Павлович
Виталий Павлович Размыслов (1936—2020) — советский, российский спортсмен, мастер спорта СССР, тренер-преподаватель, поэт.
Окончил Свердловский юридический институт.

## Биография
Родился 30 июля 1936 года в Свердловске в семье рабочих: мать, Агафья Петровна Размыслова (в девичестве — Дубровских), работала швеей-мотористкой на фабрике, отец — Павел Семенович Размыслов, был электриком на заводе «Уралмаш». Когда исполнилось 10 лет, у Виталия Размыслова умерла мать. Отец, инвалид труда, остался один с тремя малолетними детьми. Отец часто болел и лежал в больнице, старшая сестра Клара ушла из дома, а Виталий часто убегал с беспризорниками, лазил по чердакам, бродяжничал, хулиганил, младший брат Олег находился на попечении соседей.
Осенью 1947 года Виталия и его брата Олега определили в Нижнеисетский детский дом. В 1950 г. по распределению направили на обучение в школу Музыкантских воспитанников Советской Армии, в которой готовили музыкантов для военных духовых оркестров, брат — Олег остался в детдоме. После детдомовских одежд «с чужого плеча» Виталий с гордостью носил военную форму.
Начинал музыкальное обучение с тромбона, позже его перевели на самый большой инструмент в оркестре: Бас Б. В этом переходе Виталий усмотрел много плюсов: и нот в партитуре меньше и клапанов всего три. После окончания школы играл в оркестрах воинских частей Свердловского гарнизона. Ему нравилось выступать, заниматься музыкой, но с детства мечтал о другом — хотел стать летчиком. И в декабре 1955 года Виталий Размыслов отпросился из оркестра на действительную службу в Военно-воздушные Силы. Став авиамехаником, Виталий Размыслов производил ремонт самолётов и был близок к осуществлению детской мечты, но судьба распорядилась по иному. В армии Виталий Размыслов занимался различными видами спорта, и стал побеждать. Первая победа состоялась на соревнованиях по заплыву под водой без снаряжения на 50 метров. Его результат в 47,9 сек. был третьим среди служащих ВВС Закавказского военного округа. Виталий Размыслов стал тренироваться с особым азартом, увлекся борьбой вольного стиля и скоро занял 3 место на Чемпионате ВВС ЗакВО. Вернувшись из армии, желая встать на ноги, пошел работать на стройку. В это время доучивался в вечерней школе и занимался покорившей его многообразием форм проявления физической силы и быстроты ума борьбой самбо в спортклубе «Динамо».
В 1960 г. женился на Валентине Размысловой. Уже учившись в Свердловском юридическом институте, продолжая тренироваться, выполнил в 1967 г. норматив мастер спорта.
После почти трехлетней службы в рядах МВД по предложению председателя областного совета ДСО «Спартак» Кота Владимира Даниловича, устроился работать в ДСО «Спартак» тренером по борьбе самбо. За время тренерской работы подготовил огромное количество кандидатов и мастеров спорта. Среди воспитанников В. П. Размыслова 27 мастеров спорта, среди них:
- Сергей Матвеев — участник чемпионата Мира (1994), чемпион США (1994);
- Валерий Царьков;
- Леонид Вакарин — чемпионы России по дзюдо;
- Виктор Конев — призёр Всесоюзного турнира;
- Александр Шарапов — призёр первенства СССР среди юношей;
- Алексей Третьяков — победитель первенства Азии среди юношей;
- Юрий Лежнин — призёр чемпионата Новой Зеландии и Австралии.

25 октября 1995 г. награждён нагрудным знаком «Отличник физической культуры и спорта».
Скончался 6 сентября 2020 года. Похоронен на Северном кладбище Екатеринбурга.

## Достижения и звания
| год  | город                                                       | соревнования                                                | дисциплина                                                  | место                                                       |
| 1957 | Тбилиси                                                     | Спартакиада Закавказского военного округа                   | Ныряние под водой (без снаряжения) 50 метров в длину        | 1-е место (47,9 сек) среди авиационных частей ЗакВО         |
| ---- | ----------------------------------------------------------- | ----------------------------------------------------------- | ----------------------------------------------------------- | ----------------------------------------------------------- |
| 1957 | Тбилиси                                                     | Спартакиада Закавказского военного округа                   | Вольная борьба                                              | 3-е место среди авиационных частей ЗакВО                    |
| 1961 | Свердловск                                                  | Спартакиада облсовета «Динамо»                              | Борьба Самбо                                                | 1-е место                                                   |
| 1962 | Свердловск                                                  | Чемпионат г. Свердловска                                    | Борьба Самбо                                                | 2-е место                                                   |
| 1962 | Свердловск                                                  | Чемпионат Облсовета «Динамо»                                | Борьба Самбо                                                | 2-е место                                                   |
| 1963 | Свердловск                                                  | Чемпионат Свердловской области                              | Борьба Вольная                                              | 3-е место                                                   |
| 1963 | Свердловск                                                  | Чемпионат Облсовета «Динамо»                                | Борьба Самбо                                                | 2-е место                                                   |
| 1964 | Свердловск                                                  | Чемпионат г. Свердловска                                    | Борьба Вольная                                              | 1-е место                                                   |
| 1964 | Нижний Тагил                                                | Чемпионат Облсовета «Труд»                                  | Борьба Самбо                                                | 2-е место                                                   |
| 1965 | Свердловск                                                  | Чемпионат Облсовета «Динамо»                                | Борьба Самбо                                                | 2-е место                                                   |
| 1966 | Ленинград                                                   | Чемпионат Ц. С. «Труд»                                      | Борьба Самбо                                                | 3-е место                                                   |
| 1966 | Свердловск                                                  | Чемпионат милиции г. Свердловска                            | Борьба Самбо                                                | 1-е место                                                   |
| 1967 | Свердловск                                                  | Чемпионат Ц. С. «Труд»                                      | Борьба Самбо                                                | 3-е место                                                   |
| 1967 | Присвоено звание — Мастер спорта СССР по борьбе самбо       | Присвоено звание — Мастер спорта СССР по борьбе самбо       | Присвоено звание — Мастер спорта СССР по борьбе самбо       | Присвоено звание — Мастер спорта СССР по борьбе самбо       |
| 1968 | Горький                                                     | Зональный чемпионат МВД РСФСР                               | Борьба Самбо                                                | 1-е место                                                   |
| 1968 | Волгоград                                                   | Финальный чемпионат МВД РСФСР                               | Борьба Самбо                                                | 3-е место                                                   |
| 1968 | Алушта                                                      | Чемпионат Ц. С. «Спартак»                                   | Борьба Самбо                                                | 3-е место                                                   |
| 1968 | Свердловск                                                  | Чемпионат Свердловской области                              | Борьба Самбо                                                | 1-е место                                                   |
| 1969 | Свердловск                                                  | Чемпионат Ц. С. «Спартак»                                   | Борьба Самбо                                                | 3-е место                                                   |
| 1970 | Свердловск                                                  | Чемпионат Свердловской области                              | Борьба Вольная                                              | 1-е место                                                   |
| 1977 | Присвоено звание — Судья республиканской категории по дзюдо | Присвоено звание — Судья республиканской категории по дзюдо | Присвоено звание — Судья республиканской категории по дзюдо | Присвоено звание — Судья республиканской категории по дзюдо |
| 1995 | Награжден знаком «Отличник физической культуры»             | Награжден знаком «Отличник физической культуры»             | Награжден знаком «Отличник физической культуры»             | Награжден знаком «Отличник физической культуры»             |

## Поэзия
Был разносторонним человеком и в минуты отдыха посвящал время поэзии. Ещё в молодости начал писать стихи, которые вызывают приятные впечатления у друзей и учеников.